# MGP 2011
MGP 2011 var elfte musikkonkurrence, der blev afholdt i Ballerup Super Arena i Ballerup den 5. marts 2011. 10 sange dystede om at vinde i første runde, og seerne bestemte, hvilke fire der gik videre til superfinalen. De fire, som fik flest stemmer fra seerne gik videre til superfinalen og fremførte deres sang endnu en gang.
Værten for MGP 2011 var Peter Mygind.
De ti finalister var blevet afsløret den 21. januar 2011.
Reporter i greenroom var Mikkel Kryger Rasmussen, som også har været vært på MGP i 2009.

## Deltager
| Nr | Deltagere             | Fulde navn                               | Sang                   | Resultat      |
| -- | --------------------- | ---------------------------------------- | ---------------------- | ------------- |
| 1  | Emol Featuring R-B-G: | Emilie Moldow, Ramin Baghban Golpasand   | "Vores Verden"         | Ude           |
| 2  | Kastanie              | Maja Kastanie P. Blicher                 | "Sara & Felicia"       | Superfinalist |
| 3  | Chestnut Avenue       | Nichlas Paasch, Malthe Deichmann Duckert | "Tro på dig selv"      | Superfinalist |
| 4  | Cooly Girly           | Josephine Atswei, ?                      | "Hvis jeg havde dig…"  | Ude           |
| 5  | ZAK!                  | Zaki Ghanni                              | "Kan du føle den"      | Ude           |
| 6  | Nina                  | Nina Kærsgaard Hansen                    | "Her ved mit klaver"   | Ude           |
| 7  | Joy Joy               | Vilma Johansson                          | "Lattergas"            | Ude           |
| 8  | Isabella              | Isabella Larsen                          | "Rockstar"             | Ude           |
| 9  | Chanlex               | Alexander Linco Jensen                   | "Min egen Maria"       | Superfinalist |
| 10 | Chokit                | Emilie Rosenkilde                        | "Ta' dig nu sammen du" | Superfinalist |

### Superfinale
I superfinalen skulle de Fire superfinalister synge igen, Den sang som fik flest stemmer fra seerne blev vinderen af MGP 2011.
| Nr | Deltagere       | Sang                   | Resultat |
| -- | --------------- | ---------------------- | -------- |
| 1  | Kastanie        | "Sara og Felicia"      | Uoplyst  |
| 2  | Chestnut Avenue | "Tro på dig selv"      | Vinder   |
| 3  | Chanlex         | "Min egen Maria"       | Uoplyst  |
| 4  | Chokit          | "Ta' dig nu sammen du" | Uoplyst  |